# Waglers papegaaiduif
De Waglers papegaaiduif (Treron fulvicollis) is een vogel uit de familie Columbidae (duiven). De Nederlandse naam verwijst naar de Duitse zoöloog Johann Georg Wagler die deze vogel in 1827 heeft beschreven.

## Verspreiding en leefgebied
Deze soort komt voor op het schiereiland Malakka en de eilanden Sumatra en Borneo en telt vier ondersoorten:
- T. f. fulvicollis: het schiereiland Malakka en Sumatra.
- T. f. melopogenys: Nias (nabij westelijk Sumatra).
- T. f. oberholseri: de Natuna-eilanden (tussen Borneo en het schiereiland Malakka).
- T. f. baramensis: noordelijk Borneo en de nabijgelegen eilanden.